# Conolophia püngeleri
Conolophia püngeleri är en fjärilsart som beskrevs av Max Joseph Bastelberger 1907. Conolophia püngeleri ingår i släktet Conolophia och familjen mätare. Inga underarter finns listade i Catalogue of Life.